# جينو فانو
جينو جيرولامو فانو (23 مارس 1962 - 18 نوفمبر 1882)كان مهندس ميكانيكي الإيطالي الذي طور نموذج تدفق فانو .
درس فانو في المعهد الفني في البندقية، وتخرج مع درجات عالية جدا كمهندس ميكانيكي. فانو لم يكن محظوظا مثل شقيقه الذي كان قادرا على الحصول في الأوساط الأكاديمية. وفي مواجهة معاداة السامية، غادر فانو إيطاليا لزيوريخ، سويسرا، في عام 1900 لحضور كلية الدراسات العليا للحصول على درجة الماجستير. في هذا المكان الجديد وكان قادرا على ما تشكله من الروم الكاثوليك، حتى ولو لفترة قصيرة ذهب للعيش في منزل اليهودي، المرأة إسحاق باروخ ويل.
كما كان العديد من اليهود في ذلك الوقت، كان فانو يجيد عدة لغات بما فيها الإيطالية، الإنجليزية، الألمانية، والفرنسية. وقال انه من المحتمل كان على معرفة جيدة من اليديشية وربما بعض العبرية. في يوليو 1904، حصل دبلوم سيده.
عاد فانو في وقت لاحق إلى إيطاليا للعثور على وظيفة في الصناعة. تحولت فانو إلى أن تكون مهندس جيد وحصل في وقت لاحق موقف الإدارة. تزوج، ومثل شقيقه ماركو، كان ينجبوا. حصل على درجة الدكتوراه من ريدجو استيتوتو سوبريوري D'Ingegneria دي جينوفا. ومع ذلك، في شباط 1939، وندد فانو كيهودي وخسر الدكتوراه
خلال الحرب العالمية الثانية، تم وضعه تحت الإقامة الجبرية لتجنب إرسالها إلى مخيمات عطلة. لمزيد من التمويه نفسه، وتحويلها فانو إلى الكاثوليكية. على ما يبدو، كان فانو على مخبأ للعملة الإيطالية القديمة (والتي كانت على ما يبدو لا تزال مقبولة) التي ساعدته وزوجته البقاء على قيد الحياة في الحرب. بعد الحرب، كان فانو فقط قادرة على العمل في الزراعة والهندسة الزراعية. توفي فانو دون اعتراف العالم لنموذجه.